# Rob Hopkins

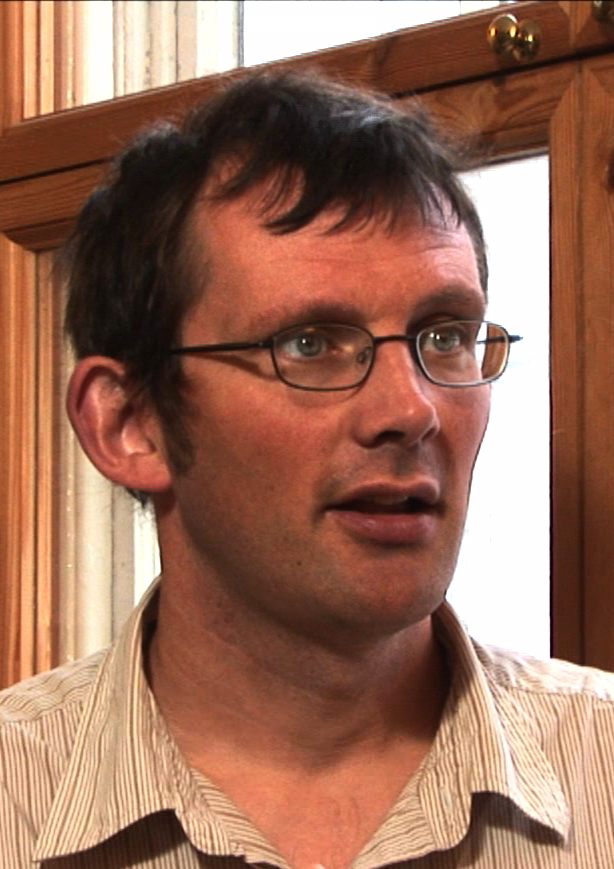
Rob Hopkins im Film Voices of Transition.

Robert „Rob“ Hopkins (* 1968 in London) ist ein britischer Dozent und Umweltaktivist, der vor allem als Begründer der Transition-Towns-Bewegung bekannt wurde.
Hopkins ist Autor von Grundlagenwerken zu Transition Towns und forscht am Post Carbon Institute.

## Leben
Hopkins wurde 1968 in London geboren. Er erwarb einen Master-Abschluss in Social Research und promovierte an der University of Plymouth.
Als Dozent in Irland baute Hopkins den ersten zweijährigen Vollzeitkurs für Permakultur am Kinsale College of Further Education auf. 2004 erfuhr er von der Peak-Oil-These. Gemeinsam mit seinen Studenten entwickelte er daraufhin für die Stadt Kinsale ein Programm, um den Energieverbrauch und die Abhängigkeit von Industrieprodukten zu verringern und die Resilienz der Kommune zu erhöhen. 2005 stellte Hopkins das Programm dem Stadtrat von Kinsale vor. Dieser nahm das Programm an, und Kinsale wurde die weltweit erste Transition Town („Stadt im Übergang“).
Bald darauf zog Hopkins in seine Heimatstadt Totnes in der englischen Grafschaft Devon, wo er die New Lion Brewery gründete. Totnes folgte ab 2006 auf Anregung von Hopkins dem Beispiel von Kinsale. Von Totnes aus wurde die Transition-Towns-Bewegung zu einer internationalen Bewegung, die inzwischen mehrere hundert Städte und Gemeinden in verschiedenen Teilen der Welt umfasst.
Hopkins veröffentlichte 2008 das Transition Handbook und 2011 The Transition Companion („Der Transition-Begleiter“). Das Handbuch wurde in mehrere Sprachen übersetzt und fand vor allem in der englischsprachigen Umweltszene viel Beachtung, aber auch bei britischen Parlamentsabgeordneten. Die britische Zeitung The Independent wählte Hopkins unter die 100 wichtigsten Umweltschützer des Landes. Hopkins ist Fellow am Post Carbon Institute in Santa Rosa (Kalifornien).
In Totnes lehrt und bloggt Hopkins heute über Transition. Sein Blog Transition Culture wurde 2007 als viertbester britischer Umweltblog ausgezeichnet. Hopkins ist ein wichtiger Protagonist im Dokumentarfilm Voices of Transition von Nils Aguilar von 2011, und den Dokumentarfilmen des Transition-Networks 'In Transition 1.0' von 2007 und 'In Transition 2.0' von 2012.

## Auszeichnungen
- 2008 Schumacher Award[10]
- 2009 Observer Ethical Award[11]
- 2009 Green Community Hero des Energy Saving Trust und des Guardian[12]

## Publikationen
- Energiewende: Das Handbuch. Anleitung für zukunftsfähige Lebensweisen. Zweitausendeins, 2008, ISBN 978-3-86150-882-3.
- The Transition Handbook: From Oil Dependency to Local Resilience. Green Books, 2008, ISBN 978-1-900322-18-8.
- The Transition Companion: Making Your Community More Resilient in Uncertain Times. Green Books, 2011, ISBN 978-1-900322-97-3.
- The Power of Just Doing Stuff: How Local Action Can Change the World. Green Books, 2013, ISBN 978-0-85784-117-9.
  - deutsche Ausgabe: Einfach. Jetzt. Machen!: Wie wir unsere Zukunft selbst in die Hand nehmen. oekom Verlag, 2014, ISBN 978-3-86581-458-6.
- From What Is to What If; Unleashing the Power of Imagination to Create the Future We Want. Chelsea Green Publishing, 2020, ISBN 978-1-64502-028-8.
  - deutsche Ausgabe: Stell dir vor... Mit Mut und Fantasie die Welt verändern. Löwenzahn, 2021, ISBN 978-3-70662-698-9.